# 126 (liczba)
126 (sto dwadzieścia sześć) – liczba naturalna następująca po 125 i poprzedzająca 127.

## W matematyce
- 126 jest liczbą Harshada[1]
- 126 jest liczbą Ulama[2]
- 126 jest elementem trójkąta Pascala[3]
- 126 jest powierzchnią trzeciego w kolejności najmniejszego trójkąta, spełniającego następujące warunki: pole powierzchni i długość boków są liczbami całkowitymi oraz długość boków wyrazami ciągu arytmetycznego (długość boków tego trójkąta wynosi 15, 28, 41)
- 126 jest palindromem liczbowym, czyli może być czytana w obu kierunkach, w pozycyjnym systemie liczbowym o bazie 5 (1001), bazie 13 (99) oraz bazie 20 (66)
- 126 należy do siedmiu trójek pitagorejskich (32, 126, 130), (120, 126, 174), (126, 168, 210), (126, 432, 450), (126, 560, 574), (126, 1320, 1326), (126, 3968, 3970).

## W nauce
- liczba atomowa unbiheksu (niezsyntetyzowany pierwiastek chemiczny)
- galaktyka NGC 126
- planetoida (126) Velleda
- kometa krótkookresowa 126P/IRAS

## W kalendarzu
126. dniem w roku jest 6 maja (w latach przestępnych jest to 5 maja). Zobacz też co wydarzyło się w roku 126, oraz w roku 126 p.n.e.